# Ian Garry
Ian David Machado Garry (Portmarnock, 17 de novembro de 1997) é um lutador profissional de artes marciais mistas irlandês que compete na divisão dos meio-médios do Ultimate Fighting Championship (UFC). Antes de assinar com o UFC, Garry era um campeão meio-médio do Cage Warriors.

## Início
Começou a treinar boxe aos 10 anos de idade e, quando Conor McGregor chamou a atenção para o MMA na Irlanda, Garry se inspirou a tentar o judô para expandir suas habilidades nas artes marciais. Ele se tornou faixa preta em judô aos 18 anos e, depois de frequentar a universidade por alguns meses, desistiu para se concentrar nas artes marciais. Ele fez sua primeira luta amadora logo após completar 19 anos, e estreou profissionalmente aos 21 anos.

## Carreira de artes marciais mistas

### Início de carreira
Vindo de Dublin na República da Irlanda, Garry fez sua estreia amadora nas artes marciais mistas em novembro de 2017 e terminou sua carreira amadora em novembro de 2018, acumulando um recorde de 6–1 com seis finalizações e uma derrota por decisão sobre o curso de um ano.
Ele fez sua estreia profissional em fevereiro de 2019 no Cage Warriors 101, onde venceu James Sheehan por decisão unânime e ganhou o prêmio de Luta da Noite, bem como um contrato com a promoção. Garry acumulou mais quatro vitórias consecutivas, antes de enfrentar duas lutas do veterano do UFC Rostem Akman no Cage Warriors 121. Ele venceu a luta em menos de 8 minutos, estabelecendo uma luta no Cage Warriors 125 contra Jack Grant pelo Cage Warriors Welterweight Championship . Ele venceu a luta e o título por decisão unânime.

### Ultimate Fighting Championship
Em julho de 2021, o atual campeão meio-médio do Cage Warriors anunciou que havia assinado um contrato com o UFC, e fez sua estreia promocional em 6 de novembro de 2021 contra Jordan Williams, marcando uma vitória por nocaute no primeiro round no UFC 268.
Garry enfrentou Darian Weeks em 9 de abril de 2022, no UFC 273. Ele venceu a luta por decisão unânime.
Garry enfrentou Gabriel Green em 2 de julho de 2022, no UFC 276. Ele venceu a luta por decisão unânime.
Garry enfrentou Song Kenan em 4 de março de 2023, no UFC 285. Ele venceu a luta por nocaute técnico no terceiro round.

## Vida pessoal
Casou com Layla Anna-Lee, em Las Vegas em 26 de fevereiro de 2022. Em abril de 2022, foi anunciado que ela estava grávida do primeiro filho do casal. Ele anunciou que teve um filho em outubro de 2022.